# 食琼脂科维尔氏菌
食琼脂科维尔氏菌（学名：Colwellia agarivorans）也称噬琼胶科尔韦尔氏菌，是科尔韦氏菌属的下属物种。此物种是一种革兰氏阴性、兼性厌氧、弱过氧化氢酶阳性、弱氧化酶阳性且嗜温的杆状海洋细菌。此物种用单极鞭毛运动。此物种最早从中国青岛附近的一个水产养殖场的沿海海水中分离出来。